# Il principe della gioventù
Il principe della gioventù è un musical di Riz Ortolani, scritto in collaborazione con Ugo Chiti, basato sulla congiura dei Pazzi del 1478. Presentato in prima mondiale al Teatro La Fenice di Venezia il 4 settembre 2007, è un "OperaMusical" nelle parole di Riz Ortolani, nonché la sua prima opera teatrale, dopo i lavori cinematografici come compositore di colonne sonore.

## Edizioni

### 2009 - Teatro degli Arcimboldi di Milano
- Pier Luigi Pizzi: regia, scenografie e costumi
- Joey McKneely: coreografie
- Vincenzo Raponi: luci
- Lorenzo de' Medici, il Magnifico: Graziano Galatone
- Giuliano de' Medici, il Principe della Gioventù: Edoardo Luttazzi
- Fioretta Gorini, la giovane amata da Giuliano: Valentina Spalletta
- Franceschino dei Pazzi, l'artefice della Congiura: Sandro Querci
- Cencia: Donatella Pandimiglio
- Pico della Mirandola, filosofo alla corte di Lorenzo: Luca Simon
- Fra' Arlotto, religioso alla corte di Lorenzo: Maurizio Semeraro
- Luigi Pulci, letterato stravagante alla corte di Lorenzo: Marco Stabile
- Maurizio Capitini: progetto audio e fonico

### 2010 - Teatro della Pergola di Firenze
- Giuliano Peparini: regia e coreografie
- Veronica Peparini: coreografie
- Gilles Papain: light and video design
- Lorenzo de' Medici, il Magnifico: Graziano Galatone
- Giuliano de' Medici, il Principe della Gioventù: Francesco Capodacqua
- Fioretta Gorini, la giovane amata da Giuliano: Francesca Colapietro
- Franceschino dei Pazzi, l'artefice della Congiura: Sandro Querci
- Cencia: Silvia Querci
- Pico della Mirandola, filosofo alla corte di Lorenzo: Marco Manca
- Fra' Arlotto, religioso alla corte di Lorenzo: Mario Zinno
- Luigi Pulci, letterato stravagante alla corte di Lorenzo: Piero Di Blasio